# Jules-Paulin Landoy
Jules-Paulin Landoy (1823-1891), dit Paul Landoy, est un journaliste et homme d'affaires belge du XIXe siècle.

## Biographie
Jules-Paulin Landoy est né à Charleville le 31 juillet 1823, où sa famille, originaire de Martinique, s'était installée pour faire fructifier une licence d'épicerie, permettant de vendre des produits tropicaux.
Il a été rédacteur du journal Le Constitutionnel de Mons et au journal Le Télégraphe de Bruxelles, pendant 21 ans, au poste de rédacteur en chef. C'est l'un des deux oncles de Colette à avoir été journaliste en Belgique pour le quotidien bruxellois. Les articles de l'autre oncle, Eugène Landoy, parurent en France dans L'Illustration et dans la Revue des deux Mondes.
Jules-Paulin Landoy fut rédacteur à L'Indépendance belge de 1857 à 1885, ensuite il assuma jusqu'à sa mort la direction du Kursaal d'Ostende, le grand casino de la ville balnéaire.
Landoy est mort à Ostende le 31 août 1891.